# Canstein (Marsberg)

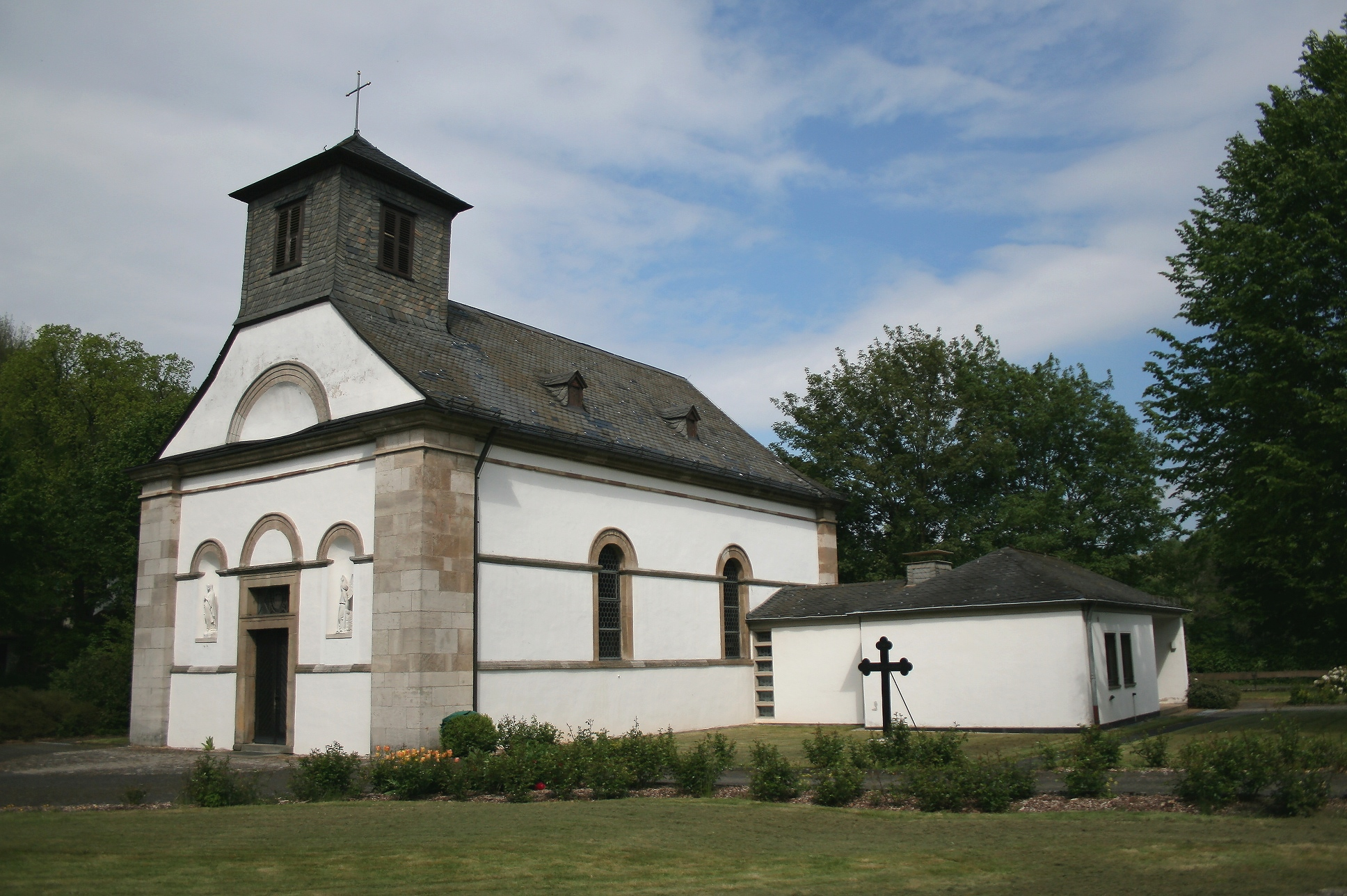
Katholische Kirche St. Laurentius

Canstein ist ein Dorf und zugleich Stadtteil von Marsberg im Hochsauerlandkreis, Nordrhein-Westfalen (Deutschland). Der Dorfname wurde früher Kanstein geschrieben.

## Geographie

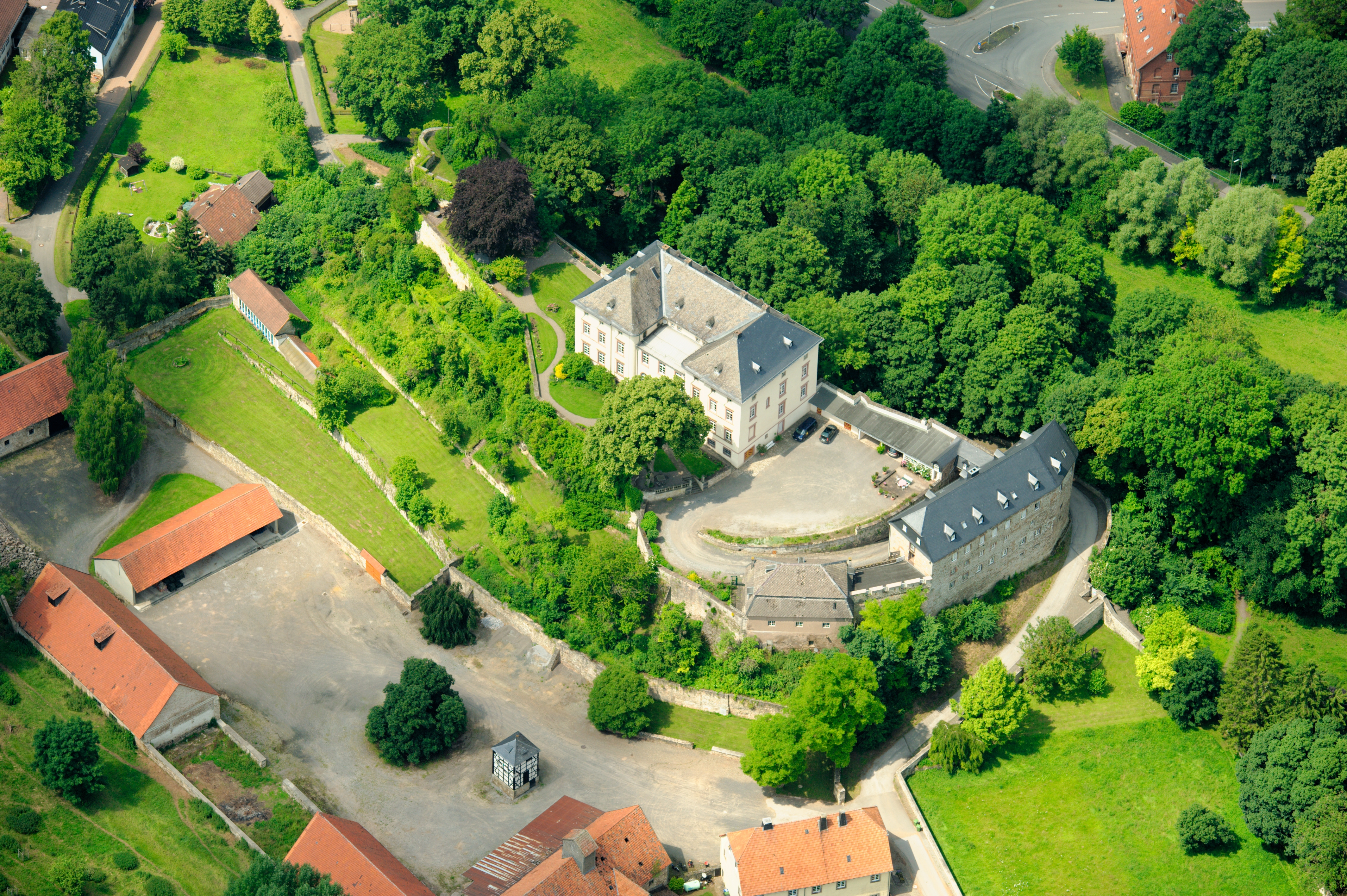
Ehemalige Burg, heutiges Schloss Canstein

Canstein liegt innerhalb Westfalens im Ostteil des Sauerlands rund 8 km (Luftlinie) südöstlich der Marsberger Kernstadt. Es befindet sich in der überwiegend waldlosen Hügellandschaft des Roten Lands rund 500 m südlich der Einmündung der Kleppe, die aus Richtung Südwesten kommend durch die Ortschaft fließt und im Dorf nach Norden abknickt, in den von Süden kommenden Diemel-Zufluss Orpe, die den Ort in Süd-Nord-Richtung verlaufend etwas östlich passiert.
Im Südteil des im Ortskern auf 316,4 m ü. NN gelegenen Cansteins steht das Schloss Canstein, die sich auf einem steilen, sich aber nur wenige Meter über das Dorf erhebenden Kalkfelsen befindet, der wiederum ein Nordausläufer des 409,5 m hohen Bergs „Auf der Eulenkirche“ darstellt. Zudem ist Canstein teilweise von leicht bewaldeten Talflanken umgeben.

## Geschichte
Die Gegend Cansteins ist schon seit langer Zeit besiedelt, was insbesondere am östlich des Dorfes befindlichen „Kulturdenkmal ehemalige Burg Schwedenschanze“ und an dem auf das 11. und 12. Jahrhundert zurückgehende Schloss Canstein zu erkennen ist. Auch die „St. Laurentius-Kapelle“ ist seit langem Teil des Dorfbilds.
Erst am 31. März 1945 wurde das Dorf erstmals von US-Soldaten durchfahren. Die westliche Umgebung war bereits am 29. März besetzt worden. Vom 4. April an hatte Canstein für drei Wochen die Einquartierung von US-Truppen. In der folgenden Zeit kam es zu einigen Diebstählen und Überfällen durch ehemalige Gefangene. Ende Mai kehrten die ersten deutschen Kriegsgefangenen ins Dorf zurück.
Im Zweiten Weltkrieg verloren 33 Cansteiner als Soldaten ihr Leben, davon die meisten an der Ostfront oder in Gefangenschaft und an ihren Verwundungen. Ein Mann vom Reichsarbeitsdienst fiel in Nuttlar.
Am 1. Januar 1975 wurde Canstein in die neue Stadt Marsberg eingegliedert.

### Hexenverfolgung
Im Gebiet von Marsberg fanden beträchtliche Hexenverfolgungen statt. In den Archivalien der Herrschaft Canstein befindet sich eine umfangreiche Akte No. 1296, in der Unterlagen zu 19 Hexenprozessen gesammelt sind. 1656 und 1658 wurden in Hexenprozessen neun Frauen und ein Mann hingerichtet. Bei weiteren elf Prozessen ist der Ausgang unbekannt.
In den Prozessunterlagen finden sich Hinweise auf diese neun (der zehn ?) Todesurteile:
- 1656: Edeling Gronen
- 1656: Steinische Clara
- 1656: Friedrich Rehlings Frau Trine
- 1656: Thielen Anna aus Leitmar
- 1656: Gerta die Boltin (auch Jutten Grete), Georg Noeckens (Georgen Norikens) Frau aus Udorf
- 1656: Anna Möllers
- 1656: In der Klageschrift Gerta die Boltin werden als hingerichtet erwähnt:
  - Eva Bohlen
  - Eddeling Mronos (identisch mit Edeling Gronen? s. o.)
- 1658: Anna Schulten, Curdt Schultens Frau, die Schultische
- 1658: Elisabeth Hempelmann

## Naturschutzgebiete am Dorfrand
Eine Besonderheit von Canstein ist, dass hier drei Naturschutzgebiete am Dorfrand liegen: 
- Am nördlichen Dorfrand direkt an der Straße Zur Agatha Straße liegt die nördliche Teilfläche vom Naturschutzgebiet Klebberg. Die westliche Teilfläche beginnt genau westlich vom Dorfrand an der L 870 Richtung Gut Forst.
- Am südlichen Dorfrand liegt direkt westlich der Straße Kleppwiese das Naturschutzgebiet An der Kleppwiese. Bei diesen beiden Naturschutzgebieten handelt es sich um Kalkmagerrasen.
- Östlich der Straße Kleppwiese liegt etwas zurück von der Straße das Naturschutzgebiet Auf der Eulenkirche, ein Rotbuchenwald mit seltenen Pflanzenarten.

## Bauwerke
In der Liste der Baudenkmäler in Marsberg sind für Canstein zehn Baudenkmale aufgeführt.

## Wappen
| Wappen der ehemaligen Gemeinde Canstein | Blasonierung: In Silber ein schwarzer goldbewehrter und goldgekrönter schreitender Rabe. Beschreibung: Der Rabe ist das Wappentier der Familie Rabe von Pappenheim, die ab 1342 über Canstein herrschte. Die Gemeinde übernahm den Vogel in ihr Wappen. Die amtliche Genehmigung erfolgte am 23. Mai 1960. |